# Canonici regolari della Congregazione dei Fratelli della vita comune
I canonici regolari della Congregazione dei Fratelli della vita comune (in latino Congregatio Fratrum a Vita Communi) sono un ordine canonicale nell'ambito della confederazione dei canonici regolari di Sant'Agostino: i Fratelli della vita comune pospongono al loro nome la sigla C.R.V.C.

## Storia
La congregazione venne fondata nel monastero di Mariabronnen (a Weilheim, in Baviera) nel 1991, al fine di recuperare l'eredità spirituale dei Fratelli della vita comune: tale comunità sorse nel 1381 a opera di Florens Radewijns (1350-1400), discepolo di Geert Groote (1340-1384), che radunò alcuni chierici della scuola capitolare di Deventer come copisti. Inizialmente i chierici, pur praticando la vita comune, non emettevano voti religiosi e vivevano del loro lavoro, adeguandosi alle regole spirituali della Devotio moderna; dopo la morte di Groote alcuni fratelli della comunità, assecondando la volontà del fondatore, iniziarono a seguire la regola dei canonici regolari di sant'Agostino e fondarono il monastero di Windesheim. I canonici si diffusero nei Paesi Bassi e in Renania e influirono sulla formazione di alcuni dei maggiori umanisti cristiani (Erasmo da Rotterdam, Niccolò Cusano) ma scomparvero nel XVI secolo.

## Attività e diffusione
I Fratelli della vita comune si dedicano alla preghiera contemplativa, al culto liturgico solenne e agli studi. Al 31 dicembre 2015, la congregazione contava 3 case e 27 religiosi, 20 dei quali sacerdoti.